# Thaumastognathia tanseimaruae
Thaumastognathia tanseimaruae är en kräftdjursart som beskrevs av Michitaka Shimomura och Tanaka 2008. Thaumastognathia tanseimaruae ingår i släktet Thaumastognathia och familjen Gnathiidae. Inga underarter finns listade i Catalogue of Life.